# Paradosso dell'amico di Wigner
Il paradosso dell'amico di Wigner è un esperimento mentale proposto dal fisico Eugene Wigner come estensione del paradosso del gatto di Schrödinger, a partire dal quale introdurre il problema mente-corpo in meccanica quantistica.
Nel 2019 è stato verificato con un esperimento a livello subatomico utilizzando uno scenario esteso del paradosso, apparentemente confermando le intuizioni di Wigner sul ruolo della coscienza dell'osservatore nella determinazione dei fenomeni quantistici. 

## L'esperimento mentale
In questo esperimento mentale Wigner immagina che, in sua assenza, un amico compia l'esperimento del gatto di Schrödinger; Wigner, poi, verrà a sapere se il gatto sia vivo o morto solo al proprio ritorno al laboratorio. Ci sono, dunque, due sistemi differenti: il sistema "scatola", che contiene il gatto e la fiala di veleno, e il sistema "laboratorio", all'interno del quale c'è l'amico di Wigner.
Il punto cruciale dell'esperimento mentale è nella seguente domanda: al ritorno di Wigner, lo stato del sistema "laboratorio" sarà di sovrapposizione tra «gatto morto/amico triste» e «gatto vivo/amico felice» e si determinerà in una delle due possibilità solo quando il fisico verrà a conoscenza del risultato (diventando, quindi, un osservatore), oppure Wigner troverà che la sovrapposizione è stata dissolta già da prima a causa della presenza dell'amico?
Nel celebre paradosso del gatto, si afferma che la scatola non si trovi in uno stato definito, almeno dal punto di vista di un osservatore esterno, finché non viene aperta. Analogamente dovrebbe essere per il laboratorio (osservatore esterno del quale  è Wigner), visto che, concettualmente, non c'è alcun motivo per supporre diversamente; questo vuol dire che, finché Wigner è lontano, deve valere la sovrapposizione tra i due stati del laboratorio: "gatto vivo/amico felice" e "gatto morto/amico triste". Il punto è che nel laboratorio c'è l'amico del fisico, che, aprendo la scatola mentre quest'ultimo è lontano, svolge il ruolo di osservatore del sistema "scatola" e fa "collassare" lo stato di quest'ultima su uno dei due possibili ("gatto vivo" e "gatto morto"); per logica, allora, poiché l'indeterminazione dello stato del sistema "laboratorio" è dovuta solo all'indeterminazione del sistema "scatola", si ha che anche lo stato del sistema "laboratorio" dovrebbe collassare già prima che Wigner ritorni, in contraddizione con quanto appena affermato. Qui sta il paradosso.

## Coscienza e misurazione
Wigner ideò questo esperimento mentale per illustrare la sua convinzione che la coscienza sia necessaria per il processo di misurazione in meccanica quantistica. Se si sostituisce alla coscienza dell'amico uno strumento materiale, la linearità della funzione d'onda implica che lo stato del sistema sia in una somma lineare di stati possibili. È in sostanza un sistema indeterminato più ampio.
Wigner presentò questo paradosso in un suo articolo riguardante il problema mente-corpo alla luce della meccanica quantistica, e lo integrò successivamente nel suo libro Simmetrie e riflessioni del 1967. Attualmente questa sua interpretazione della meccanica quantistica è nota come coscienza causa del collasso.